# Visera (Vicsegda)
A Visera (oroszul: Вишера, komi nyelven Висер) folyó Oroszország európai részén,  Komiföldön; a Vicsegda jobb oldali mellékfolyója.

## Földrajz
Hossza: 247 km, vízgyűjtő területe: 8780 km², évi közepes vízhozama (Luny falunál): 79,1 m³/sec.
A Komiföldön elterülő  Szindori-tó mocsaraiból ered és a Kortkeroszi járás Sztorozsevszk településénél ömlik a Vicsegdába. Novembertől április végéig befagy. Főként hóolvadékvíz táplálja. 
Vízgyűjtő területének felét egyetlen jelentős mellékfolyója adja, a Nyivsera (215 km), mely Bogorodszk falu után ömlik a Viserába. 